# Шарлота фон Саксония-Хилдбургхаузен
Катерина Шарлота Георгина Фридерика София Тереза фон Саксония-Хилдбургхаузен (на немски: Katherine Charlotte Georgine Friederike Sophie Therese von Sachsen-Hildburghausen; „Prinzessin Paul von Württemberg“; * 17 юни 1787 в Хилдбургхаузен; † 12 декември 1847 в Бамберг) e Ернестинска принцеса от Саксония-Хилдбургхаузен и чрез женитба принцеса от Кралство Вюртемберг и е наричана „принцеса Паул фон Вюртемберг“.
Тя е най-възрастната дъщеря на херцог Фридрих фон Саксония-Хилдбургхаузен-Алтенбург (1763 – 1834) и съпругата му принцеса Шарлота фон Мекленбург-Щрелиц (1769−1818), дъщеря на херцог Карл II фон Мекленбург-Щрелиц и принцеса Фридерика Каролина Луиза фон Хесен-Дармщат. Майка ѝ е сестра на Луиза, от 1797 г. кралица на Прусия. Сестра ѝ Тереза (1792 – 1854) се омъжва 1810 г. за крал Лудвиг I от Бавария (1786 – 1868).
Шарлота умира на 12 декември 1847 г. на 60 години в двореца резиденция в Бамберг и е погребана в гробницата на Вютембергите в Лудвигсбург.

## Фамилия
Шарлота се омъжва на 28 септември 1805 г. в Лудвигсбург за принц Паул Хайнрих Карл Фридрих Август фон Вюртемберг (1785 – 1852), вторият син на крал Фридрих фон Вюртемберг (1754 – 1816) и първата му съпруга принцеса Августа фон Брауншайг-Волфенбютел (1764 – 1788). Той е брат на крал Вилхелм I фон Вюртемберг. По-късно те се разделят. Те нямат право да се разведат. Тя отива обратно в Хилдбургхаузен, където се грижи за бедните. Тя живее в къщата в Хилдбургхаузен, построена от принц Ойген фон Саксония-Хилдбургхаузен.
Шарлота фон Саксония-Хилдбургхаузен и Паул фон Вюртемберг имат децата:
- Фридерика Шарлота Мария (Елена Павловна) (1807 – 1873), омъжена на 20 февруари 1824 г. за руския велик княз Михаил Павлович (1798 – 1849), син на руския цар Павел I
- Фридрих Карл Август (1808 – 1870), женен на 20 ноември 1845 г. за принцеса Катарина фон Вюртемберг (1821 – 1898), дъщеря на крал Вилхелм I фон Вюртемберг
- Карл Паул Фридрих (1809 – 1810)
- Паулина Фридерика Мария (1810 – 1856), омъжена на 23 април 1829 г. за херцог Вилхелм фон Насау (1792 – 1839)
- Фридрих Август Еберхард (1813 – 1885), женен (морганатичен брак) на 14 ноември 1868 г. за Мари Бетге, Фрау фон Варденберг (1830 – 1869)

Шарлота е баба на крал Вилхелм II фон Вюртемберг.